# Günter Grass
Günter Grass (Danzig, 1927. október 16. – Lübeck, 2015. április 13.) német író, költő – a kortárs irodalom egyik legkiemelkedőbb német nyelvű szerzője –, szobrász, festő és grafikus. Művészi pályafutását szobrászként és grafikusként kezdte. Képzőművészeti tevékenységével párhuzamosan kezdett írással is foglalkozni. Szülővárosa, fiatalkori élményei, a második világháború eseményei mély nyomokat hagytak benne; visszaemlékezései számos regényének alapjául szolgálnak.
1959-ben A bádogdob című regényével a második világháború utáni német irodalom élvonalába került és világirodalmi rangot vívott ki magának. Versei, drámái és regényei új aspektusból – emberi életek, népek és népcsoportok sorsán keresztül – mutatják be a nemzetiszocializmust, mint a 20. század botrányát, valamint a felejtés és a bűn témáját.
Grass írói hírneve lehetőséget adott számára, hogy közéleti személyiségként hangot adjon politikai nézeteinek. Már az 1960-as évektől támogatta Németország Szociáldemokrata Pártját, majd Willy Brandt beszédírója lett. Politikai nézeteivel gyakran botrányt keltett: a két Németország újraegyesítése alkalmával tiltakozott a Nyugat mohósága és az NDK kiárusítása ellen; felszólalt az egyre erősödő idegengyűlölet és a bevándorláspolitika ellen.
Hetvenkét éves korában, 1999-ben irodalmi Nobel-díjjal jutalmazták azzal az indoklással, hogy „fanyar, groteszk történeteivel a történelem elfeledett oldalát mutatja be”. Grass írásait a dicsérő szavak mellett sok bíráló kritika is éri obszcén jelenetei vagy politikai megnyilvánulásai miatt.

## Életpályája

### Fiatal évei

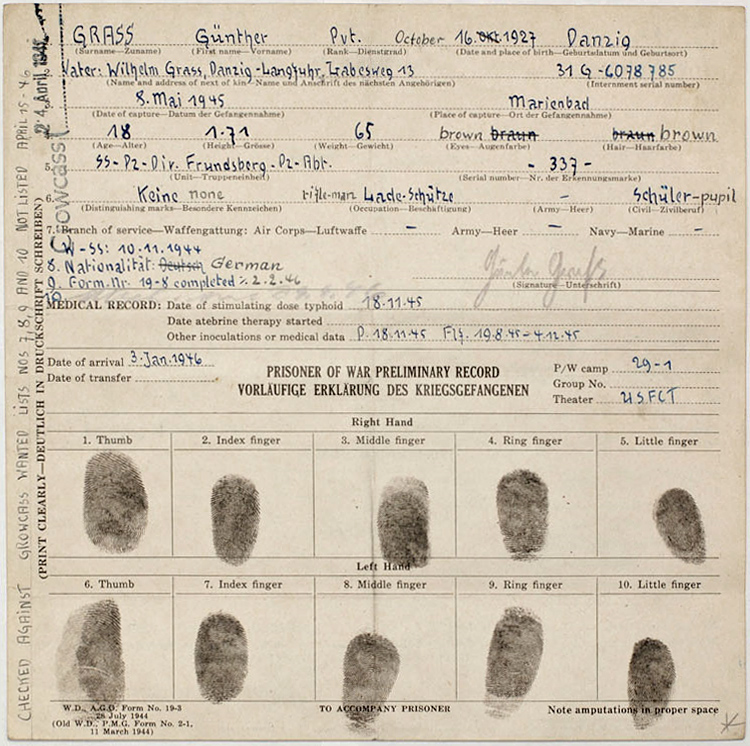
Günter Grass adatlapja a hadifogolytáborban

Günter Grass (akkori írásmód szerint Graß) Danzigban (ma: Gdańsk) született, Danzig Szabad Város területén, a protestáns élelmiszer-kereskedő Wilhelm Grass és a katolikus kasub származású Helene Grass fiaként. A szülők egy kis árukereskedést tartottak fent Langfuhr (ma Wrzeszcz) városrészben. Gyermekkorát is Danzigban töltötte egyszerű körülmények között; egy kis kétszobás lakásban, „a Szentlélek és Hitler képe között” nőtt fel. Szófogadatlan gyerekként, illetve tanulóként édesanyja mindig védelmébe vette, kedvesen Peer Gyntnek nevezte, mert korán megértette, hogy „akkor van szüksége a hazugságra … ha untatja az igazság”. Katolikus édesanyja hatására Grass ministráns lett, ugyanakkor a nemzetiszocialista ideológia befolyása alá került, bár saját bevallása szerint soha nem lelkesedett a Hitlerjugendért.
Grass biográfiájában az szerepel, hogy tizenhat évesen a munkaszolgálatból flakhelferként vonult be a Wehrmachthoz, és katonaként szolgált. Csupán hatvan évvel később, 2006-ban megjelent önéletrajzi regényéből (Hagymahántás közben) derült ki, hogy a második világháború idején, tizenöt évesen önként jelentkezett a tengeralattjáró-flottához – saját bevallása szerint azért, hogy kikerüljön a nehéz családi körülmények közül –, de nem vették fel.
Csak egy évvel később, 1944. november 10-én, immáron tizenhét évesen kapott behívót: ekkor a Waffen-SS 10. páncélgránátos-egységébe (10. SS-Panzer-Division Frundsberg) sorozták be. 1945-ben a sziléziai frontra került, ahol megsebesült, majd 1945 májusában Marienbadnál elfogták, és egészen 1946. április 24-éig amerikai hadifogságban volt. Grass fogvatartóinak a hadifogság alatt a Waffen-SS tagjának vallotta magát, amit hivatalos dokumentumok igazolnak. A Bad Aibling-i amerikai fogolytáborban együtt raboskodott Joseph Ratzingerrel, a későbbi XVI. Benedek pápával.

### Waffen-SS tagsága
Amit ifjú éveim ostoba büszkeségével elfogadtam, a háború után sarjadt szégyenemben el akartam hallgatni, de a teher megmaradt és senki sem tudta enyhíteni; tudatlanságom hangoztatása sem ködösítheti el a felismerést, hogy olyan rendszernek voltam része, amely emberek millióinak megsemmisítését tervezte, szervezte meg és hajtotta végre…

2006-ban nemcsak a német, hanem az európai közéletben is nagy vihart kavart Günter Grassnak az a kései beismerése, hogy a második világháború során a Nemzetiszocialista Német Munkáspárt fegyveres alakulatánál, a Waffen-SS-nél szolgált. Az író fiatalon a Waffen-SS-t elit egységnek tekintette, ha már nem sikerült a tengeralattjáróknál szolgálnia, büszke volt arra, hogy ahhoz az osztaghoz került, amit Georg von Frundsbergről, a sváb háború kiemelkedő alakjáról neveztek el, aki a szabadságért és felszabadításért harcolt. Ezen kívül európai egységnek tartotta, „végül is zászlaja alatt önkéntesen gyilkoltak franciák, vallonok, flamandok, hollandok, norvégok és dánok, sőt semleges svédek is.” Nem tartja magát háborús bűnösnek; Hagymahántás közben című könyvében azt írja, hogy egyetlen lövést sem adott le, már csak azért sem, mert egységét az oroszok Sztálin-orgonái már az első napokban szétszélesztették. Háborús tevékenysége sokkal inkább abból állt, hogy saját életét mentve meneküljön.
Grass már húsz évvel Waffen-SS-tagságának nyilvánosságra hozatala előtt mesélt életének erről a szakaszáról írókollégáinak, többek között Robert Schindel osztrák írónak és Peter Turini dráma- és forgatókönyvírónak.
Múltjának felfedését széles körű vita követte az író háború utáni Németországban betöltött szerepét, mint erkölcsi tekintélyt illetően. A német közélet értetlenül állt azelőtt a jelenség előtt, hogy Grass, aki műveiben és beszédeiben a múlttal való szembenézést hangsúlyozta, hatvanegy évet várt ennek a vallomásnak a közzétételével. Egyesek bírálóan, mások elismerően kommentálták a „beismerést”. Éles kritikával reagált Charlotte Knobloch, a Németországi Zsidók Központi Tanácsának (Zentralrat der Juden in Deutschland) elnöknője, aki a röviddel Grass új könyvének megjelenése előtt tett beismerést PR-tevékenységnek tekinti, amellyel az író a művét igyekszik népszerűsíteni. Joachim Fest újságíró és Hitler-életrajzíró számára „Grass viselkedése rejtély… megmagyarázhatatlan, hogyan tud valaki 60 éven keresztül – különösen nácikérdésekben – a nemzet rossz lelkiismerete lenni, és csak ezután vallja be, hogy ő maga is rendesen belekeveredett.” Michael Wolffsohn történész szerint „a beismerés túl későn történt… hallgatása Grass moralizáló – de nem a mesélő – életművét értéktelenné tette”, ezen kívül megjegyzi, hogy 1985-ben a vitatott bitburgi katonatemető-látogatás alkalmával lehetősége lett volna arra, hogy tagságát beismerje.
Lech Wałęsa egykori lengyel államfő, Nobel-békedíjas politikus azt követelte, hogy Grass mondjon le gdański díszpolgárságáról, de követelését később egy Grass által Danzig városának címzett megbánó írása nyomán visszavonta.
Prágában is szóba került a Karel Čapek-díj visszavétele. CDU-politikusok az irodalmi Nobel-díj visszaadására szólították fel, de a svéd Nobel-bizottság véglegesnek tartotta a díj odaítélését. John Irving amerikai író a The Associated Pressnek küldött nyilatkozatában kiállt írótársa mellett: „Grass íróként és erkölcsi iránymutatóként is hős marad a számomra; bátorsága – mint író és német állampolgár – példamutató … A német média heves kifakadása visszataszító. Grass vakmerő szerző és mindig is vakmerő ember volt.”

### Tanulmányai
Az amerikai hadifogságból való kiszabadulása után (1946. április 24.) Grass egy évig sóbányában dolgozott. 1947–1948-ban egy düsseldorfi kőfaragónál inaskodott. 1948 és 1952 között a Düsseldorfi Művészeti Akadémián (Kunstakademie Düsseldorf) grafikát és szobrászatot tanult. A mindennapi betevőjét a később ismertté vált festővel, Herbert Zangsszal együtt ajtónállóként kereste a düsseldorfi óváros Csikós nevű lokáljában. Herbert Zangsot – aki Grasshoz hasonlóan katonaként szolgált a háborúban – A bádogdob című írásában örökítette meg, az önfejű festő Lankes alakjában. Tanulmányait 1953 és 1956 között a Berlini Képzőművészeti Főiskolán (Universität der Künste Berlin) folytatta Karl Hartung szobrász tanítványaként, és már 1956–1957-ben sor került Grass első grafikáinak és szoborműveinek kiállítására Stuttgartban.

### Magánélete
1954-ben feleségül vette a svájci balett-táncosnőt, Anna Schwarzot, akivel 1959-ig Párizsban élt. Itt készült el A bádogdob (Blechtrommel) kézirata, és itt születtek ikergyermekeik, Franz és Raoul. 1960-ban ismét Berlinbe költözött (Berlin-Friedenau). 1961-ben itt született lánya, Laura, majd 1965-ben fia, Bruno. Grass 1972 és 1987 között a schleswig-holsteini Wewelsfleth nevű faluban élt. Az 1970-es években évekig tartó viszonyt folytatott az építész és festő Veronika Schröterrel; kapcsolatukból született Helene nevű lánya. 1978-ban elvált feleségétől, és egy évvel később másodszor is megnősült: elvette Ute Gruner orgonaművésznőt, akivel 1986–1987-ben sok időt töltött Kalkuttában.

## Irodalmi, írói tevékenysége
Képzőművészeti tevékenységével párhuzamosan kezdett írással is foglalkozni és 1957-től a Gruppe 47 tagja lett. 1956-ban lírikusként, majd 1957-ben drámaíróként mutatkozott be a nagyközönségnek. 1958-ig elsősorban rövid prózai műveket, verseket és színházi darabokat írt, amelyek alapján Grasst a költői vagy az abszurd dráma képviselői közé sorolják. 1959-ben jelent meg Grass első regénye, A bádogdob (Die Blechtrommel), amellyel nemzetközi népszerűségre tett szert. A regény elnyerte a Gruppe 47 nevű irodalmi társaság díját, 1962-ben pedig Franciaországban a legjobb külföldi könyvnek járó díjat.
A Német Írószövetség
alapító tagjai közé tartozott, de bírálta a szövetség politikáját, ami véleménye szerint Bernt Engelmann elnöksége alatt túl elnéző volt a kelet-európai diktatúrákkal szemben. Az 1988. évi stuttgarti konferencián más híres írókkal, illetve a szervezet elnökasszonyával, Anna Jonasszal együtt kilépett az írószövetségből, ami válságba sodorta a vezetőség nélkül maradt szervezetet, és csaknem a megszűnéséhez vezetett.
1996-ban több neves személy mellett Grass is aláírta a helyesírási reformról szóló frankfurti nyilatkozatot (Frankfurter Erklärung zur Rechtschreibreform), ami a vitatott helyesírási reform azonnali visszavonását követelte. Grass az újabb műveiben is a hagyományos, régi helyesírást használja.
2005-ben megalapította a Lübeck 05 irodalmi társaságot. A német nyelvű írókból álló csoport célja, hogy éberen tartsa a fiatalabb írógenerációban a politikába való beavatkozás iránti igényt. A Gruppe 47 nevű társasággal ellentétben a lübecki csoportban nem vehetnek részt irodalomkritikusok.

### Prózai művei: az írás a felejtés ellenszere
Grass műveinek célja az „Írás a felejtés ellen”. Több írásának témája a nemzetiszocializmus, illetve annak háttere. Grass háború utáni időkben íródott és játszódó művei (például a Ráklépésben) is a felejtés és a bűn témáját járják körül. A Nobel-díjat odaítélő bizottság indoklása szerint azért tüntették ki, mert fanyar, groteszk történeteivel a történelem elfeledett oldalát mutatja be.
Günter Grass legelső kiadott könyve egy verseskötet volt (A széltyúkok előnyei), amelyet saját grafikáival illusztrált. A prózaírás csak ezután következett. A regények és a novellák mellett folyamatosan írt verseket is.

#### A bádogdob

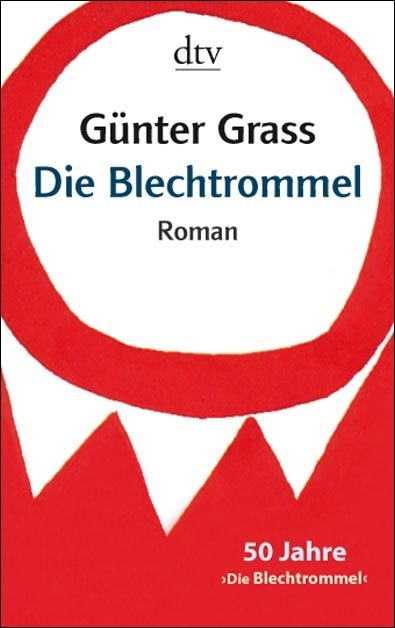
A bádogdob 50 éves jubileumi különkiadása 2009-ben

Az 1959-ben megjelent és 1979-ben Volker Schlöndorff által megfilmesített regénye, A bádogdob a háború utáni német irodalom egyik legjelentősebb alkotása, amivel Grass világhírű lett. A regény főhősével, Oskar Matzerath-tal egy elmegyógyintézetben ismerkedünk meg a könyv elején. Monológokban emlékezik vissza családjára és gyerekkorára. Oskar háromévesen elhatározza, hogy nem nő tovább; a férfivá érő ember külsőre gyerek marad, ami lehetővé teszi számára, hogy a világot alulról – gyerekperspektívájából – felnőtt fejjel szemlélje. A gyerekkorban ragadva éli meg a nőket, szülei elvesztését, a második világháborút. Bádogdobja segítségével, amit sosem ad ki a kezéből, és éles hangjával, sikolyával tiltakozik a nem tetsző dolgok ellen. Nem tetszik neki, amit maga körül lát: a fasizálódó, világháborút kirobbantó Németország, a háború utáni NSZK politikája, ellentmondásos világa és általában a kegyetlen világ. A bádogdob számára az önkifejezés és közlés egyetlen eszköze. Grass kegyetlen – olykor visszataszító – naturalista írói eszközökkel, vallási és szexuális tabukkal nem törődve átfogó társadalmi, szellemi képet fest egy ellentmondásos, eltorzult világról. Sokan obszcénnak és istenkáromlónak tartották a könyvet, bírálták merész stílusa és szokatlan ábrázolási módja miatt. Az Egyesült Államokban a könyv, majd a regényből készült, Oscar-díjjal és a Cannes-i filmfesztivál Arany Pálma díjával jutalmazott film ellen többször bírósági eljárást indítottak gyermekpornográfia vádjával.
A bádogdobbal – amelyben az olvasó valós történelmi eseményekkel, tabu témákkal szembesül – szürreális-groteszk képletes nyelvezetével, Grass megtalálta a stílusát. A német írók közül az elsők között volt, akik vállalták a második világháború eseményeit, és tudatosan a történelmi összefüggések objektív, illetve konkrét bemutatása mellett döntött.
A még kiadatlan kézirat felolvasása után a regényéért 1958-ban megkapta a Gruppe 47 díját. A regényért 1960-ban a Brémai Irodalmi Díjjal (Bremer Literaturpreis) akarták kitüntetni, de ezt a brémai szenátus megakadályozta.

#### Macska és egér
Második könyve – a danzigi trilógia második része – a szintén a második világháború idején Danzigban játszódó Macska és egér (Katz und Maus). Az író látszólag jelentéktelen iskolai események elbeszélésén és a fiatal gimnazista Joachim Mahlke történetén keresztül tár fel mély gondolat- és érzésvilágot. Mahlke testi fogyatékosságát – nagy ádámcsutkáját – túlteljesítéssel, erőpróbákkal, rekordokkal, sőt a szexualitás terén is kiemelkedő teljesítménnyel próbálja kompenzálni. A novella először nagy botrány keltett a III. fejezet egyik jelenete miatt, amelyben Mahlke barátai önkielégítést végeznek, 1961-ben a hesseni munkaügyi, népjóléti és egészségügyi miniszter arra kérte az állami médiumot felügyelő hivatalt (Bundesprüfstelle), hogy a novellát erkölcstelen tartalma miatt tegyék tiltólistára. A nyilvánosság és más írók tiltakozásának hatására a kérelmet visszavonták.

#### Kutyaévek
1963-ban jelent meg a danzigi trilógia lezáró része, a Kutyaévek (Hundejahre). Az elbeszélés témája a 20. század történelmének nyomon követése az első világháborútól, a Harmadik Birodalom eseményein keresztül a második világháború utáni évekig, a háború után kezdődő gazdasági csoda, illetve a háborús bűnösök háború utáni megítélésének problémájának elemzése – humoros, burleszk elemekkel. Így például a történet középpontjában nem Hitler, hanem Hitler kutyája áll. A kutya családfájának leírása nem más, mint a nemzetiszocialisták rasszista politikájának kigúnyolása, nevetségessé tétele. A Kutyaévek minden szereplője a korra jellemzőek, példaértékűek: „A szereplők, akikről írtam, akármennyire is individuálisnak tűnnek, saját koruk, környezetük vagy társadalmi rétegük termékei, például a kispolgárságé… bizonyos konfliktusokat és konfliktushelyzeteket személyesítenek meg, amik az idő függvényében általánosak.”

#### A plebejusok a felkelést próbálják
1966-ban újabb drámája jelent meg A plebejusok a felkelést próbálják címmel (Die Plebejer proben den Aufstand), amely az író legismertebb színdarabja lett. A mű témája a marxista értelmiség szerepe, illetve az 1953. június 17-ei kelet-németországi munkásfelkelés, amely során a munkások az NDK-diktatúra ellen tiltakoztak Lipcse, Halle, Bitterfeld és Magdeburg utcáin. A dráma első felvonásában a színészek – a nyilvánvalóan – Bertolt Brecht tulajdonságaival felruházott „főnök” irányításával a Berlini Német Színházban (Deutsches Theater Berlin) éppen William Shakespeare Coriolanus című tragédiáját próbálják, és a plebejusok megformálásáról vitáznak, amikor lázadozó munkások jelennek meg, hogy a „főnök” támogatását kérjék. A „főnök” elutasítja a segítséget, mert nem világos számára, hogy miért is folyik a harc. Alkalmi bíróság alakul, ami a rendező és a rendezőasszisztens (Erwin) felakasztása mellett dönt. Az asszisztens Menenius Agrippa szerepébe bújik, és tanmesével próbálja megnyugtatni a felkelőket: a történet a lázadó végtagokról szól, amik nem akarják tovább táplálni a hasat. Történelmi feljegyzések szerint az idős Menenius Agrippa szenátor valóban megszédítette és engedelmességre késztette az egyszerű embereket az ostoba mesével és annak tanulságával: ha a has nem emészt, a végtagok is elsorvadnak. A színdarab a vasfüggöny mindkét oldalán vitatott volt: nyugaton Brecht-ellenes darabként értelmezték, Kelet-Berlinben pedig ellenforradalminak tartották, ezért hallgattak róla.
1968-ban megjelent a Briefe über die Grenze című könyve (Briefe über die Grenze. Versuch eines Ost-West-Dialogs.), amely párbeszéd Pavel Kohout cseh író és Grass között a prágai tavaszról.

#### Helyileg érzéstelenítve
1969-ben megjelent újabb regénye, a Helyileg érzéstelenítve (Örtlich betäubt), tiltakozás a vietnámi háború ellen. A regény a hatvanas évek anarchista ifjúsági mozgalmait villantja fel, a szerző különböző szereplőknek osztja saját anarchista és szociáldemokrata politikai nézeteit. Eberhard Starusch, német-történelem szakos tanár számára egyre érinthetőbbé válik a diáklázadás: kedvenc tanulója (Philip Scherbaum) a napalmbombák vietnámi bevetése ellen való tiltakozásul el akarja égetni saját kutyáját a Kurfürstendammon, amiről nagy nehezen sikerül lebeszélnie, és amire a tanár azzal válaszol, hogy „a világ radikális megváltoztatásához először az embert kell kiiktatni”. Egy fogászati kezelés lesz Starusch számára az egyetlen lehetséges előrelépés jelképe: fogorvosával folytatott fiktív párbeszédek arra utalnak, hogy a világ szenvedései ellen csak helyi érzéstelenítés van. Ez volt az első alkalom, hogy Grass aktuális témáról írt (1968-as diáklázadások) – korábbi művei erősen kötődtek a múlthoz. Az Amerikai Egyesült Államokban nagy lelkesedéssel fogadták a könyvet, míg a németországi kritikusok inkább tartózkodtak a véleménynyilvánítástól.
Miután 1972-ben megjelent az 1969-es német választási harcot leíró Aus dem Tagebuch einer Schnecke című elbeszélése, Grass átmenetileg visszavonult a politikai élettől.

#### A hal
1977-ben adták ki A hal (Der Butt) című regényét, amely „minden idők legnagyobb könyvsikere lett, már az első évben hatszázezer példány fogyott el belőle”. A könyv tovább növelte Grass nemzetközi hírnevét, mint epikus. A regény alapja a Mese a halászról meg a feleségéről című Grimm történet, amely szerint a hal szabadon bocsátása fejében három kívánságot teljesít, de a feleség telhetetlensége miatt elpártol a szerencse. Grass regényében viszont a hal a halász szolgálatában áll.
Az elbeszélő mű kilenc szakácsnő életén keresztül az emberiség kb. 4000 éves történetét idézi fel az újkőkorszaktól az 1970. évi lengyel sztrájkmozgalomig, de az elbeszélés nem időrendben történik, hanem több rövidebb történet összeillesztéséből tevődik össze. Keveredik a mese, a mítosz és az igazi történelem, amelyekben Grass Kelet-Európáról, Gdańskról, a Balti-tenger mentén élő népekről, királyokról, fejedelmekről, vesztes és megnyert csatákról, szentekről, utcalányokról, híres és kevésbé ismert emberekről – általában az emberiség fejlődéséről mesél. Bár a regénynek nincsen hagyományos értelemben vett főszereplője, a Hal és az elbeszélő – akit személyes kapcsolat fűz az elbeszélés nőalakjaihoz – mindig, mindenhol jelen van. A történetek több síkon futnak: az elbeszélés ideje Ilsebill terhességének kilenc hónapja (kilenc fejezet), ebbe fonódnak bele az elbeszélő történelmi kalandozásai, a Hal elbeszélései, majd a Hal bírósági tárgyalása, és bepillantást nyerhetünk a gdański, illetve a kasub konyha történetébe is.
A regény első mondatát – „Ilsebill ízlelt, csipetnyit sózott.” – 2007-ben egy hat tagú zsűri a német nyelvű irodalom „legszebb első mondatává” választotta.

#### Vesztfál csevely[j 12]
Az 1979-ben megjelent Vesztfál csevely (Das Treffen in Telge) című elbeszélésben Grass néhány barokk költő és író fiktív találkozóját rendezi meg 1647-ben, Telgtében. Az írás úgynevezett kulcselbeszélés, amely több alakot élő személyről mintáz – legtöbbször csak a beavatottak tudják, hogy ki az író modellje. A Vesztfál csevely a Gruppe 47 nevű irodalmi csoport találkozóinak kulcs-ábrázolása. A könyv a csoport alapítója, Hans Werner Richter életműve előtt tiszteleg 70. születésnapja alkalmából. 1647-ben, röviddel a harmincéves háború vége előtt, Simon Dach königsbergi költő találkozóra hív néhány német írót és költőt. A résztvevők az összejövetel helyéül az Osnabrück melletti Oesedét választják, de mivel a várost svéd csapatok támadják, Telgtébe, a Libuschka nevű fogadósné fogadójába utaznak tovább.
Simon Dach vezetésével a költők – akik közül sokan kiadóikkal érkeztek – felolvassák egymásnak kézirataikat, megvitatják az egyes sorokat, és a német nyelv háború utáni helyzetét taglalják. Közben jókat esznek és isznak, a fiatalabbak a fogadó szolgálólányaival töltik az éjszakát.
A költők mindenképpen szeretnének valahogyan hozzájárulni a hosszú évekig tartó háború befejezéséhez, ezért – hosszas vita után – megegyeznek, hogy közös békefelhívást írnak. De a házban tűz üt ki és minden fáradozás hiábavalónak mutatkozik. Tehetetlenségükben a költők szétszélednek és nem találkoznak többet.
Rolf Schneider író, aki maga is gyakran részt vett a Gruppe 47 találkozóin megpróbálta azonosítani az elbeszélés szereplőit: Simon Dach személyében természetesen Hans Werner Richtert ismerhetjük fel, akinek az író a könyvet ajánlotta. Grimmelshausen személyében Grass saját magát eleveníti meg. A barokk kor szigorú irodalomtudósa, August Buchner, valószínűleg korunk ismert irodalomkritikusával, Marcel Reich-Ranickivel azonosítható. Andreas Gryphiusban, aki verseiben kifejezően írja le a harmincéves háború következményeit, Heinrich Böll ismerhető fel, aki a romirodalom (Trümmerliteratur) egyik kiemelkedő képviselője, Georg Greflingerhez, akit az első német nyelvű, mai értelemben vett újságkiadóként tartanak számon, Rudolf Augsteinhoz, a Der Spiegel című német hetilap alapítójához, illetve és főszerkesztőjéhez hasonlít, aki gyakran volt a Gruppe 47 vendége. Sigmund von Birkennek pedig Martin Walser és Hans Magnus Enzensberger vonásait kölcsönözte.

#### Kopfgeburten oder Die Deutschen sterben aus[j 14]

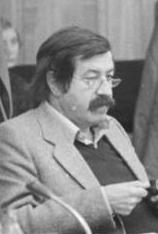
Grass 1981 decemberében

Egy 1980-ban tett ázsiai utazása inspirálta a Kopfgeburten oder Die Deutschen sterben aus című mű megírására, ami műfaját tekintve irodalmi esszé, regény és forgatókönyv keveréke, amelyben a valós élmények egy soha meg nem valósult film fiktív fragmentumaival keverednek.
Az elbeszélés az észak-németországi házaspárt – Harm és Dörte Peterst – kíséri el a Sziszüphosz nevű utazási iroda által szervezett távol-keleti útján. A házaspár fő problémája a gyerek-kérdés: bár mindketten szeretnének gyereket, hosszas mérlegelés után sem (az 1970-es évek politikai valósága, a szövetségi választások eredményei – „csak nem hozunk a világra gyereket, ha Franz Joseph Strauß nyer” indokok, atomerőmű-építés az otthonukhoz közel stb.) tudnak dönteni. Fejben megtörténik a születés (agyszülemények), de a valóságban nem. Ezzel áll szemben Ázsia népességének robbanásszerű növekedése és a Római Klub 1972-ben kiadott nagy nemzetközi visszhanggal járó tanulmánya a világgazdaság jövőjéről.
Grass én-elbeszélőként gondolat-kísérleteket tesz a német nép jövőjéről: mi lenne, ha nem a kínaiak, hanem a németek lennének egymilliárdan, vagy mi lenne, ha a németek eldöntenék, hogy egyáltalán nem szülnek gyereket és 80 éven belül teljesen kihalnának? Többször megjelenik egy kép egy olyan Németországról, ahol a németek – az állandó bevándorlás és keveredés következtében – saját országukban kisebbséggé válik. A demográfiai változás és a „túl-idegenedés” témáját Grass az irónia és a humor segítségével írja le. Egyenesen elutasító vonatkozásokat találhatunk az akkori politikával, illetve a soron következő választásokkal kapcsolatban, amely során Franz Joseph Strauß (a CDU/CSU frakció esélyes jelöltje) „patkányoknak és döglegyeknek” nevezte azokat a német értelmiségieket (például Bert Engelmannt), akik nyilvánosan és hangosan kritizálni merték a konzervatív politikusokat és említést tettek Strauß Harmadik Birodalombeli szerepéről. John Irving dicsérte a mű „abszolút őszinteségét”.

#### A patkánynő
1986-ban következett A patkánynő (Die Rättin) című prózai műve – tulajdonképpen A bádogdob folytatása –, amelyben az emberiség öngyilkosságát és teljes megsemmisülését írja le különböző emberek sorsain keresztül, mint például a Németországban élő török nők helyzetéről tanulmányt író Grimm fivérek, a gótikus freskókat hamisító festő, Lothar Malskat, vagy A bádogdob főszereplője, a már 60 éves Oskar Matzerath.
A regény fő vonalát a névtelen én-elbeszélő és egy nőstény patkány közötti párbeszéd képezi a világot elpusztító atomrobbanás után, felidézve a katasztrófához vezető utat. A történet szerint a patkányok előjönnek a lyukakból, és megpróbálnak figyelmeztetni a közeledő bajra, de az emberek nem értik meg őket, és minden eszközzel igyekeznek legyőzni a vélt patkányvészt. A hisztéria végül egy atombombarobbanásban éri el csúcspontját, ami az egész emberiséget – az űrhajóban lévő elbeszélőn és Oskar nagymamáján kívül – megsemmisíti. Elkezdődik a patkányok kora, amit az elbeszélő nem akar elfogadni és kétségbeesetten kapaszkodik az álmaiba, amelyben az emberiség tovább él. Ettől a pillanattól kezdve a realitás teljesen feloldódik. A patkányok számára alkalom nyílik, hogy „a nulláról” indulva egy új, jobb világot teremtsenek, mivel nem sújtja őket a bűnös múlt terhe. De a patkányok eljátsszák a lehetőséget, újból átélve az emberiség teljes történetét. A különböző elbeszélő síkok egyre kuszábbá válnak és egyre nehezebb megérteni, hogy melyik fikció kívánna realitás lenni. A patkánynő és az elbeszélő közötti végső beszélgetés minden addigit megkérdőjelez, ugyanis nem tudnak megegyezni abban, hogy a patkánynő csupán az elbeszélő álma vagy maga az elbeszélő a magát elpusztító emberiséggel együtt a Földön életben maradt patkányok agyszüleménye.
A műből 1997-ben Martin Buchhorn rendezésében film készült.

#### Békaszó
1992-ben jelent meg Békaszó (Unkenrufe) című elbeszélése, amelyben Grass a németek önmagukkal és a keleti szomszédaikkal, a lengyelekkel való megbékélésén fáradozik.
Az írás főszereplője Alexander Reschke művészettörténet professzor 1989-ben szülőfalujába, Gdańskba utazik, hogy adatokat gyűjtsön készülő könyvéhez. Megismerkedik Alekszandra Pjatkovszkával, a vilniusi születésű restaurátorral, és beleszeret. Hasonló sorsuk arra készteti őket, hogy létrehozzanak egy lengyel–litván–német „temető társaságot”, hogy minden hazájából elűzött nyugalomra leljen Gdańskban, illetve Vilniusban. Alkalmas helyet keresnek a „kibékülés temetőjének” és befektetők után kutatnak, akik megfelelő tőkével rendelkeznek. Így kerülnek kapcsolatba egy építkezési vállalkozóval (Vielbrand) Braunschweigból, egy lengyel bankárral (Marczak), egy evangelikus egyházi tanácsossal (Karau), egy lengyel katolikus pappal (Bieronszki) és egy üldözöttekkel foglalkozó német szervezet képviselőjével (Johanna Detlaff).
A társaság nagy népszerűségre tesz szert és gyorsan bővül. A siker eredményeként a felügyelőtanács tagjai újabb ötletekkel állnak elő: idősek otthonát és golfpályákat akarnak építeni a gyászoló vendégek részére. A két kezdeményező – Alexander és Alekszandra – elhagyják a társaságot, összeházasodnak és Olaszországba utaznak, ahol nászútjukat szeretnék tölteni, de halálos balesetet szenvednek, és egy olaszországi temetőben temetik el őket.
Az elbeszélésből 2005-ben Robert Gliński lengyel rendező filmet készített.

#### Ein weites Feld
1995-ben, a Steidl Kiadónál jelent meg az Ein weites Feld (Nehéz kérdés) című, magyarul még kiadatlan regény. A történet Berlinben játszódik, a berlini fal építése és az újraegyesítés között, és nem más, mint a német történelem körképe az 1848-as forradalomtól az 1990. évi újraegyesítésig, amit a könyv az irodalom eszközeivel igyekszik feldolgozni. A regény címe Theodor Fontane Effi Briest című művének egyik mondatából adódott.
A regény egyik főhőse Theo Wuttke, aki Theodor Fontanéval azonosulva inkább Fontynak hívatja magát. A másik főszereplő Hoftaller, az örök besúgó, akinek alakja Hans Joachim Schädlich 1986-ban megjelent Tallhover című regényéből származik. Mindketten azonosulnak példaképeikkel, és lépten nyomon idézik őket, így kapcsolva össze a 20. század eseményeit a 19. század történéseivel.
Egy Kelet-Németországra vonatkozó mondat – „Kényelmes diktatúrában éltünk.” – szinte szállóigévé vált, és napjainkig tartó vitát váltott ki, ami azt eredményezte, hogy megjelenése után nyolc héttel már az ötödik kiadás került nyomtatásra. Ezért a hevesen vitatott, politikai tárgyú könyvért Hans-Fallada-díjat kapott.
A Der Spiegel 1995. augusztus 21-ei, 34. számában Marcel Reich-Ranicki Barer Unsinn címmel negatív kritikát írt a regényről, amit alátámasztott a címlapon megjelenő illusztráció is, amelyen az irodalomkritikus széttépi a könyvet.

#### Ráklépésben
2002-ben jelent meg a Ráklépésben (Im Krebsgang) című novellája, amely korábbi írásaihoz hasonlóan részletesen foglalkozik a múlt jelenre gyakorolt hatásával és annak feldolgozásával, és amelyben bebizonyítja, hogy lehet a történelemről gyűlölet nélkül írni. Írásában meggyőződését fejezi ki azzal kapcsolatban, hogy nem segít, ha elmenekülünk a dolgok elől, mert a történelem mindig utoléri az embert: úgy a saját, mint mások története, egy városé, egy népé, az egész világé és mindig lesznek olyanok, akik gondoskodnak róla, hogy ne a felejtés, hanem az emlékezés legyen az irányadó. Grass tapogatózó lépésekkel, „mint a rák” közelíti meg a második világháború egyik tabutémáját: a menekültekkel – főleg asszonyokkal és gyerekekkel – teli Wilhelm Gustloff nevű hajó elsüllyedését. A novella nem egyszerű dokumentumregény, keveredik benne a realitás és a fikció: míg Wilhelm Gustloff meggyilkolása és a hajó katasztrófája valós események, addig a Pokriefke család tagjai – ők képviselik a hanyatlást a jelenben – kitalált személyek.
A novella én-elbeszélője Paul Pokriefke újságíró 1945. január 30-án született, azon a napon, amikor egy szovjet tengeralattjáró elsüllyesztette a Kraft durch Freude Wilhelm Gustloff nevű hajóját. Fiatal édesanyja egyike volt a kb. 10 000 utasnak, akik életükért küzdöttek a süllyedő hajón. Közvetlenül kimentése után született Paul a Löwe nevű torpedóhajó fedélzetén, amely egész életét meghatározza. Kötelességének érzi, hogy írjon a hajószerencsétlenségről és emléket állítson az áldozatoknak.
Kutatásai közben egy érdekes honlapra (www.blutzeuge.de) talál, amiről később kiderül, hogy külön élő fia, Konrad (Konny) hozta létre. Konny egyre jobban lelkesedik a hajó és a hajó névadójának történetéért, amit részletesen leír a weboldalon, és közben virtuálisan felveszi Wilhelm Gustloff német nemzetiszocialista politikus szerepét, akit a zsidó származású David Frankfurter orvostanhallgató halálosan megsebesített, és a nemzetiszocialisták mártírja, illetve vértanúja lett. Ebben a virtuális világban Konny névtelenül társalog más érdeklődőkkel, többek között Wolfgang Stremplinnel, aki az igazi David Frankfurter szerepét veszi fel. Különleges ellenség-barátság alakul ki a két fiatalember között, ami gyilkossággal ér véget: a szélsőjobboldalivá lett Konny megöli Stremplint. A következő szavakkal adja fel magát a rendőrségen: „Azért lőttem, mert német vagyok”. Ez a múlt eseményeit tükrözi vissza: miután az igazi David Frankfurter lelőtte Wilhelm Gustloffot, azt mondta a rendőrségnek: „Azért lőttem, mert zsidó vagyok”. Az én-elbeszélő végül döbbenten állapítja meg, hogy bebörtönzött fiát új vértanúként ünneplik az internetes honlapon. A novella a következő szavakkal zárul: „Ennek nincs vége. Nem lesz vége sohasem”.

#### Hagymahántás közben
2006-ban jelent meg A hagymahántás közben (Beim Häuten der Zwiebel) című önéletrajzi jellegű könyve. A regény a második világháború kitörésével kezdődik, ami Grass Gdańskban töltött gyerekkorának végét jelenti, és 1959-ben fejeződik be, abban az évben, amikor megjelent A bádogdob című írása, és közszereplő lett. Az 500 oldalas regényben gyerek- és fiatalkori emlékeiről, édesanyjához való kötődéséről ír; papírra veti a háború utolsó heteinek emlékét, katonai szolgálati idejét, hadifogságát és a háború utáni zűrzavart, valamint miképp lett képzőművész a háború utáni Németországban. Leírja, hogyan alakította és befolyásolta a nemzetiszocializmus a gondolkodását, aminek hatására egészen 1945-ig hitt Hitlerben, a végső győzelemben és a holokausztot a szövetségesek koholmányának gondolta. Ebben a könyvben ír először arról, hogy 17 évesen a Waffen-SS tagja volt (lásd: Waffen-SS tagsága). Betekintést nyerünk abba a világba, amelyben Grass felnőtt, megismerhetjük a kisfiút, aki már tizenkét évesen biztosan tudta, hogy művész lesz; megtudhatjuk, hogy milyen körülmények között írta Párizsban A bádogdobot és hogyan fejlődött a személyisége az évek során. A kritikusok nagyon eltérően vélekedtek a regényről. A német sajtó Grass-ellenes kampányt indított, amelyben az író erkölcsi tartásának érvényét támadták. A legtöbb negatív kritika azért érte, mert túl későn vallotta be Waffen-SS tagságát. A kérdésre, hogy miért csak 60 év elteltével írt őszintén életének erről a szakaszáról a következőképpen válaszolt: „Nyomasztott. Az évekig tartó hallgatásom az egyik oka annak, hogy megírtam ezt a könyvet. Ki kellett jönnie, végre…”

#### Grimms Wörter
2010-ben jelent meg a Grimms Wörter („A Grimm fivérek szavai”) című könyve. Grass, más gyermekhez hasonlóan, a Grimm-meséken nőtt fel és íróként is nagy hatással voltak rá a Grimm-testvérek történetei: „Hüvelyk Matyi ott él a Bádogdob hősében, Oskar Matzerath-ban és maguk a Grimm-testvérek is feltűnnek a szövegeimben, például A patkánynőben, ahol egy miniszter és annak helyettesének figurájában elevenednek meg...” Grass azért választotta a Grimmek történetét, mert segítségükkel próbálta feldolgozni életének politikai és társadalmi aspektusait, hiszen a „Grimm-testvérek ugyanolyan radikális változások idején éltek, mint én”.
A Grimm fivérek 1838-ban azt a megtisztelő megbízást kapják, hogy készítsék el a német nyelv nagyszótárát. Nagy lelkesedéssel vetik magukat a munkába, de alábecsülik a munka terjedelmét, nem is tudhatják, hogy mi vár rájuk, hiszen előttük még senki nem készített hasonlót. Szorgalmasan gyűjtik a szavakat és idézeteket, keresik a szavak eredetét, az alkalmazási módjukat, mindent alaposan céduláznak. Ennek ellenére csak 1854-ben jelenik meg az első kötet, ami az A betűt és a B betű egy részét foglalja magában. A testvérek végül az 1961-ben kiadott 32 kötetes, 300 000 szóból, illetve fogalomból álló szótárból csak három kötetet írtak meg.
Günter Grass az elsősorban mesegyűjtőként ismert, de nyelvészként is jelentős Grimm fivérek életét egyedi módon, a német nyelvhez és az azt alkotó szavakhoz címzett szerelmi vallomásként írta meg. Ír a meseíró testvérpár életének állomásairól, megvalósíthatatlannak tűnő feladatukról és az őket körülvevő kortársakról: a családról és a kiadóról, barátokról, tisztelőkről és a gyűlölőkről. Az író a Grimm fivérek szógyűjteményét és életkörülményeit használja saját élete epizódjainak bemutatására: így például amikor Jacob Grimm Porosz Akadémia előtt előadott beszédéről ír, megemlíti saját felszólalását is, amit a Berlin-Brandenburgi Akadémián tartott. A Grimms Wörter játékosan virtuóz módon nyomoz a német nyelv után, és áttekinti a német történelmet a választófejedelmek korától a demokrácia első botladozó lépéseiig. A politikai harcokkal és az egészen hétköznapi bajokkal teli múlt és a jelen közé épít hidakat Günter Grass ezzel a művével. Érdekes vonatkozása a könyvnek, hogy miközben a Grimm fivérek forradalmi munkájáról szól, Günter Grass ellenzi könyve e-könyv formában történő kiadását.

### Lírai művei

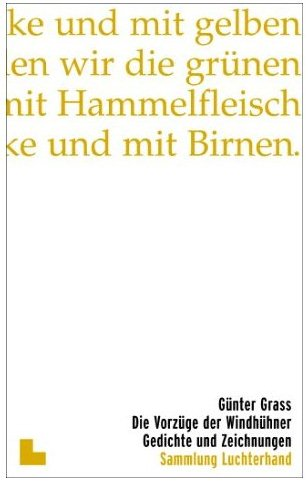
Die Vorzüge der Windhühner című kötet borítója

Sikeres regényei mellett Grass néhány kevésbé népszerű verseskötetet is írt, amiket saját képeivel és rajzaival egészített ki. Grass saját bevallása szerint a líra áll hozzá a legközelebb; számára a líra az írás legvilágosabb és legkifejezőbb formája, amellyel leginkább megkérdőjelezheti és megmérettetheti magát. Költői karrierje 1955 tavaszán kezdődött, amikor elküldte néhány versét a Süddeutsche Rundfunk versíró versenyére, és a Lilien aus Schlaf című költeményével harmadik helyezést ért el. A Gruppe 47 berlini ülésén tartott felolvasása felkeltette az irodalomkritikusok figyelmét, és 1956-ban a Luchterhand Kiadó A széltyúkok előnyei (Die Vorzüge der Windhühner) címmel kiadta első könyvét, egy saját grafikáikkal illusztrált verseskötetet. A kötet a rajzok mellett 40 verset és a Fünf Vögel című prózát tartalmazza. A kötetből az első három évben csak 700 példány kelt el, és csupán három kritika készült a versekről. A hagymahántás közben című önéletrajzi regényében a következőképpen vall első verseskötetének megjelenéséről: „Amióta az eszemet tudom verseket írok. Megírtam, aztán eldobtam őket… De csak a berlini levegőben keletkezett versek voltak teljesen az enyémek.”
Az 1960-ban megjelent Gleisdreieck című kötetében a nagy méretű, komor hatású szénrajzokhoz 55 vers társul, amelyekben Grass a valóságot ábrázolja (pl. Hochwasser), tárgyakat ír le (pl. Das Radiergummi), Berlinről mesél és részben értelmetlen passzusokat vegyít gonoszsággal és szadizmussal. A kötet nem homogén, szigorúan megkomponált mű, hanem 1956 és 1960 között írt alkalmi verseinek összeállítása.
Az 1967-ben Ausgefragt címmel megjelent lírai kötetében Grass elsősorban önéletrajzi elemekkel és politikával foglalkozik. Személyes tapasztalatairól ír és az 1965-ös választási folyamatot dolgozza fel, amelyben az SPD-t és Willy Brandtot támogatta.
Néhány kevésbé kiemelkedő műve (mint például a Liebe geprüft) és gyűjteményes kötete mellett 1983-ban jelent meg az Ach Butt, dein Märchen geht böse aus című műve, amelyben túlnyomórészt a Der Butt és a Die Rättin című regényeinek a verseit gyűjtötte össze. A költemények nagy része élelmiszerek vagy az emberi ürülék részletes leírásával foglalkozik.
Grass a Ráklépésben című regényének befejezése után úgy döntött, hogy rövid időre felhagy az írással. Az írói szünetből képzőművészi alkotói láz lett: vörös agyagból tangót táncoló és kopuláló párokat formált, majd bronzba öntötte azokat, valamint szürke papírra vadul forgó, cigánykereket hányó táncosokat rajzolt. A szobrászkodás és a festés közben mégis megszólalt benne a költő, így keletkeztek az alakok mozgását és a ritmusát követő, erotikus versek, amiket az Utolsó táncok (Letzte Tänze) című verseskötetben foglalt össze. A kötet 36 – részben több oldalas – verset és Grass saját rajzait tartalmazza.
A Dummer August című kötetben összegyűjtött versek és rajzok 2006 késő nyarán Dániában keletkeztek. A költeményekkel Grass a Hagymahántás közben című önéletrajzi regényének megjelenését, illetve Waffen-SS tagságának bevallását követő nyilvános vitára reagál.
Grass versei reálisak, gyakran éles iróniával fűszerezve. Ez az irónia nem ritkán tiszta gonoszságként nyilvánul meg.
| Derűs reggel Alsó és felső fogsoromat a pohárból kivéve számba helyezem, helyére szívom, majd belemosolygok a tükörbe és elkezdem a napot. | Útravaló Egy zsák dióval temessenek el és vadonatúj fogakkal. Ha nyughelyem beszakad majd azt hiszik: Ő az még mindig ő. | Óvatosság Óvatosságból kellene tartani a házban egy talicskát. Egyszer csak eljön látogatóba egy ősrégi ellenség, holtan csuklik össze, és mit csinálunk vele? | Öreg olivettim Öreg olivettim a tanú, hogy milyen szorgalmasan hazudok, s változatról változatra egy elütéssel közelebb vagyok a valósághoz. |

### Megítélése
Grass írásait sok bíráló kritika érte és éri napjainkban is, különösen szexuális jelenetei vagy politikai megnyilvánulásai keltettek sokszor felháborodást. Ennek ellenére életművét a kiemelt irodalmi alkotások részének tekintik. Számos műve világszerte ismert; pikareszk írásmódjára támaszkodik több író, mint például John Irving vagy az angol-indiai író Salman Rushdie, akinek Midnight's Children című regényében egyértelmű vonatkozásokat találunk Grass Bádogdobjára.
Népszerűségét mutatja a Cicero című, havonta megjelenő politikai lap évente közzétett listája a német nyelvterület 500 vezető értelmiségijéről (Cicero-Ranking), amelyben Grass 2006-ban az első helyet, 2007-ben XVI. Benedek pápa és Martin Walser író után a harmadik helyet foglalta el.

## Képzőművészeti tevékenysége

Günter Grass: Lepényhal, bronzszobor a sønderborgi kikötőben

Grass 1947-től egy düsseldorfi kőfaragónál dolgozott. 1948–1952 között a Düsseldorfi Művészeti Akadémián grafikát és szobrászatot tanult, 1956-ig pedig a Berlini Képzőművészeti Főiskolán végzett tanulmányokat. Első szobor- és grafika kiállításai Stuttgartban és Berlinben voltak.
1961-ben a Berlini Művészeti Akadémia tagja lett, de 1989-ben kilépett, amikor az intézmény nem vállalt szolidaritást Salman Rushdie indiai származású brit íróval, aki ellen A sátáni versek című művéért Khomeini ajatollah fatvát, azaz halálos kiközösítést hirdetett istenkáromlás miatt. Csak kilenc évvel később lett ismét tagja az akadémiának.
A Harmadik Birodalom kultúrpolitikája után a művészetek terén alapvető kérdések merültek fel, többek között a művészet tárgyilagosságát illetően: miközben számos képzőművész az absztrakt festészet felé fordult, Grass objektív maradt. Szerinte „az absztrakcióba való menekülés az elfojtás kifejezése, ami nem csak a politikai életben volt jelen, hanem a képzőművészetekben is”.
Grass számos visszatérő motívumot és alakot alkalmaz: halak, csigák, szakácsok, apácák stb. – későbbi regényei szereplői – már az 1950-es években írt prózáiban, színházi darabjaiban és verseiben is felmerülnek. Az 1956-ban megjelent Die Vorzüge der Windhühner című verseskötetet a szerző saját rajzai egészítik ki. Saját maga tervezi meg könyvei borítólapját is.
Amikor 1972-ben Grass egy időre visszavonult a politikai életből, számos rajzával, új versével, grafikákkal és művészeti kiállítással hívta fel magára a figyelmet.
1986 augusztusától néhány hónapot az indiai Kalkuttában töltött, az ottani Goethe Intézet meghívására. A távol-keleti nagyvárosban szerzett elbűvölő és sokkoló élményeit Grass a Kalkuttalapok (Calcuttablättern) című rajzsorozatban rögzítette: „…mindent papírra vetettem, ami keresztben feküdt előttem, ami nekem jött vagy szavakkal nem kifejezhető…”
Az 1990-es években akvarelles könyvet festett, és az akvarellekbe rövid – négy-, öt- és hétsoros – verseket, úgynevezett „akvaményeket”, „vizes verseket” (Aquadichte) írt ecsettel.
2004-ben, Andersen, a nagy dán mesemondó születésének kétszázadik évfordulóján megjelent Németországban egy monumentális album, Az árnyék (Der Schatten) címmel. A kötet 108, Grass által Hans Christian Andersen különböző meséihez készített litográfiáját tartalmazza. A mű magyarul 2005-ben jelent meg az Európa Könyvkiadó gondozásában.

### Günter Grass-ház
2002 óta ad helyet Lübeckben a Glockengießerstraße 21. szám alatt található épület a Günter Grass-háznak, ami nem más, mint egy irodalmi és képzőművészeti fórum. A ház 2007. évi átépítése óta az épületben megtekinthető egy szoborpark és egy múzeumkert is. A Günter Grass-házban a mintegy 1100 rajzot, akvarellt, litográfiát és rézkarcot, valamint kéziratokat tartalmazó gyűjteményen keresztül bepillantást nyerhetünk a sokoldalú művész hat évtizedes munkásságába és munkamódszerébe.

## Politikai tevékenysége

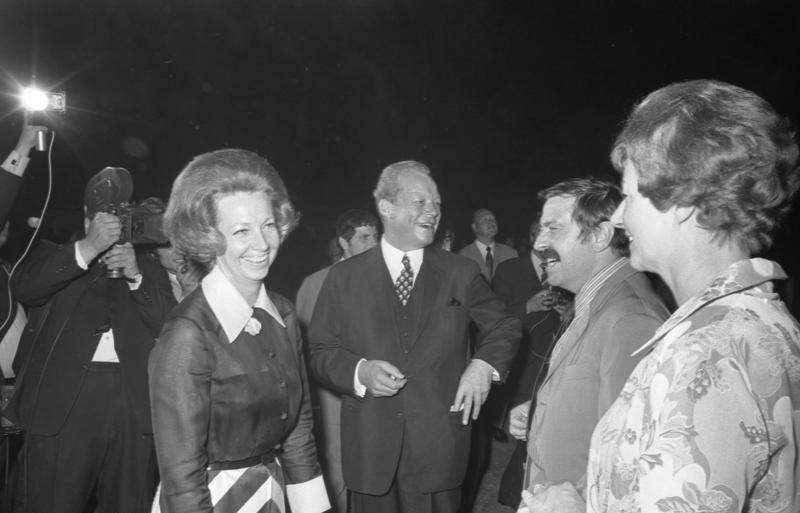
Günter Grass Willy Brandt német kancellárral, 1970

Grass nem csak műveiben volt politikailag aktív, gyakran kommentálta az aktuális politikai és társadalmi eseményeket is. Írói népszerűségét kihasználva Németország Szociáldemokrata Pártja (SPD) mellett kampányolt. Politikai nézeteit a középtől valahol kicsit balra helyezte el. Örömmel fogadta az SPD és Zöldek alkotta kormányt Gerhard Schröder kancellársága alatt. Saját bevallása szerint mindig is vonzódott a politika iránt, ami a Danzigi trilógiában is felismerhető.
Grass a választási harcokban már az 1960-as évektől támogatta az SPD-t. 1961-ben ismerkedett meg Willy Brandttal, aki akkor Nyugat-Berlin főpolgármestere volt, és először indult az SPD kancellárjelöltjeként a Német Szövetségi Köztársaság parlamenti választásain. Grass barátjának tekintette és csodálta Brandtot, de soha nem kerültek igazán közel egymáshoz. Az író – bár több politikai befolyást szeretett volna elérni – nem lett Brandt állandó tanácsadója, de ő írta beszédeit. A következő választások alatt (1965) ő maga is beszédet tartott Németország több városában Dich singe ich, Demokratie: Es steht zur Wahl (Téged dicsőítelek, demokrácia: választhatunk) címmel. A beszéd 11 oldalas publikációként nyomtatásban és lemezen is megjelent a Luchterhand Literaturverlag kiadásában. A „biztos és bizonytalan választókhoz” intézett, közel egyórás beszédben Grass az Odera–Neiße-határvonal elismerését követelte, és a 218. számú paragrafus ellen polemizált. Politikai célkitűzései között szerepelt többek között az „5 százalékos küszöb” eltörlése. Választói körútjára Grass saját plakátot tervezett, amelyen egy kakas „Es Pe De”-t kukorékol.
1966 decemberében kritikusan nyilatkozott Kurt Georg Kiesinger (Kereszténydemokrata Unió, Christlich Demokratische Union Deutschlands, CDU) kancellárrá választásáról: „…hogyan emlékezzünk meg Auschwitz és Treblinka halottjairól, ha Önnek, aki akkoriban a NSDAP tagja volt, van bátorsága ahhoz, hogy napjainkban meghatározza a politikai irányvonalat?”
Az 1969-es választások idején beutazta egész Németországot, és különböző helyeken összesen 94 beszédet tartott az ugyanebben az évben kancellárrá választott SPD-politikus Brandtot támogatva. Az Aus dem Tagebuch einer Schnecke című könyvében Grass önéletrajzszerűen tudósít a választási harcokról és a politikáról. Amikor Brandt egy kémügy, a Gullaume-affér miatt visszalépett, Grass csalódottan és mérgesen nyilatkozott politikai mesteréről.
1982-ben tagja lett a pártnak. Nézeteivel a párton belül is gyakran botrányt keltett. 1983-ban Grass is aláírta a Pershing-2 rakéták németországi telepítése miatt megfogalmazott heilbronni nyilatkozatot, amely a katonai szolgálat megtagadására szólította fel az embereket. 1985. május 5-én Ronald Reagan amerikai elnök és Helmut Kohl akkori német kancellár közös látogatást tettek, és tiszteletük jeléül koszorúkat helyeztek el a bergen-belseni koncentrációs táborban, valamint a bitburgi katonatemetőben. A bitburgi látogatás heves vitát váltott ki a nyilvánosság körében, ugyanis a bitburgi temetőben a német hadsereg elesettjei és amerikai katonák mellett egykori Waffen-SS-tagok is nyugszanak. Grass egyértelműen elutasította az eseményt, Kohlt képmutatással vádolta, és ellenezte az „ártatlansági bizonyítványok” kiállítását. Véleménye szerint „a tudatlanság nem oldoz fel… a többség tudta, hogy vannak koncentrációs táborok… semmilyen öntelt felmentő ítélet nem törli el ezt a tudást. Mindenki tudta, tudhatta, tudniuk kellett volna…”
1990 februárjában Németország újraegyesítése, a „békésen zsákmányul ejtett ország [az NDK] kiárusítása” ellen foglalt állást. Egész évben járta a két Németországot, és több alkalommal hangot adott véleményének, miszerint a gyors, átmenet nélküli újraegyesítés hosszú távon nem hozza majd meg a várt eredményeket. A két német állam konföderációs szövetségét javasolta, hogy „az egykori NDK-nak is lehetősége nyíljon gazdaságának és demokráciájának megerősítésére”. Útközben Németországból Németországba (Unterwegs von Deutschland nach Deutschland) című naplója Grass 1990-ben írt feljegyzéseit tartalmazza (megjelenés éve: 2009). 1992-ben a menedékjogi törvény módosítása elleni tiltakozásként Grass kilépett az SPD-ből, mert nem tudta összeegyeztetni nézeteit a szerinte pálforduláson átesett SPD felfogásával, de ezután is politikailag aktív maradt, és támogatta a szociáldemokraták törekvéseit: a 2005. évi választások során Heide Simonist, a schleswig-holsteini miniszterelnöknőt pártfogolta választási kampányában, és a jobban keresőket érintő vagyonadó újbóli bevezetése mellett érvelt.
2005-ben a dán Jyllands-Posten című napilapban megjelent Mohamed-karikatúrákkal kapcsolatban a következőket nyilatkozta, amiért vehemensen kritizálták: „Honnan veszi a Nyugat ezt az arroganciát, hogy előírja, mit kell csinálni és mit nem?”
2010 tavaszán jelent meg Grass Stasi-aktája Günter Grass megfigyelés alatt – A Stasi-akták (Günter Grass im Visier. Die Stasi-Akte) címmel a berlini Christoph Links Kiadó gondozásában. A dokumentumokat Grass és kortárs tanúk kommentárjai egészítik ki. Grass 1961 óta állt a Stasi megfigyelése alatt, miután kiállt elnyomott írótársak, mint Uwe Johnson keletnémet író mellett, nyílt levélben bírálta a berlini fal építését, és követelte a katonai leszerelést azon az áron is, hogy Kelet-Németországban évtizedeken keresztül nem jelenhettek meg könyvei.

### Izraelállam bírálata prózaversekben
2012. április 4-én jelentette meg Günter Grass a Süddeutsche Zeitung, a La Repubblica, valamint az El País lapokban a Was gesagt werden muss (Amit ki kell mondani) című politikai témájú prózaversét, amely nagy vihart kavart. A versben Grass Izrael államot támadja azzal, hogy atompolitikájával veszélyezteti a világbékét. A versre egyébként az adott közvetlen okot, hogy Németország egy újabb katonai tengeralattjárót kívánt szállítani Izraelnek.
A vers megjelenését követően azonnal heves támadások érték a szerzőt a németországi zsidóság képviselői, politikusok és a média részéről, amelyek túlnyomórészt elítélték. Többen közülük az antiszemitizmus vádjával is illették Grasst. A versben szereplő állítás miatt 2012. április 8-án Eli Jisai belügyminiszter persona non gratának nyilvánította őt Izraelben. Ezzel szemben Dzsavad Samakdari, az iráni kulturális miniszter helyettes levélben üdvözölte, hogy Grass "kimondta az igazságot".
Néhány héttel a Was gesagt werden muss megjelenése után egy újabb politikai verset közölt Europas Schande (Európa szégyene) címmel az Európai Unió Görögországgal szembeni politikáját bírálva. A vers a Süddeutsche Zeitungban és egyidejűleg a görög Kathimerini című napilapban jelent meg.
A költő 2012 szeptemberében Mordechai Vanunut, az izraeli atomtitkok leleplezőjét méltatta Ein Held unserer Tage című versében.

## Magyar vonatkozások
- Günter Grass az első nyugati írók között volt, akik 1962-ben Budapesten meglátogatták az öt év után börtönéből szabadult Déry Tibort.[66]
- 1989 márciusában Budapestre látogatott, ahol felolvasóesteket tartott. Március 6-án az NSZK Kulturális és Tájékoztató Központjában egyedül szerepelt.[67] Március 7-én este a Marx Károly Közgazdasági Egyetem 4-előadójában Günter "Baby" Sommer dzsesszdobos és ütőhangszerművész improvizációi kísérték a német nyelvű felolvasást.[68][69][70]
- Németország volt a 2004. április 22-étől 25-éig tartó Budapesti Nemzetközi Könyvfesztivál díszvendége, amelynek keretében Grass felolvasást tartott és pódiumbeszélgetésen vett részt Kertész Imrével, Dalos György vezetésével, aki a két író életútjának párhuzamba állításával igyekezett érdekessé tenni a társalgást.[71]
- Amikor 2004-ben Darvasi Lászlót a tekintélyes Brücke Berlin irodalmi díjjal jutalmazták, Günter Grass mondott beszédet, Darvasit és a magyar írókat méltatva. Többek között elmondta, hogy a Déry Tiborral kötött barátságából fakad a magyar irodalom iránti szeretete.[72]
- 2005-ben Günter Grasst és Kertész Imrét egyszerre avatták életművükért a Freie Universität Berlin díszdoktorává (Doctor honoris causa).[73]

## Díjai, elismerései
Az erőt, a szellemi erőfeszítést és a hosszú lélegzetvételt, amire [egy mű megalkotásához] szükségünk van – a ceremóniák adják, mint ez a díjátadás.

| - 1960 ‑ Német kritikusok díja - 1965 ‑ Büchner-díj - 1967 ‑ Carl von Ossietzky-érem - 1968 ‑ Fontane-díj - 1969 ‑ Theodor Heuss-díj - 1977 ‑ Mondello-díj - 1982 ‑ Antonio Feltrinelli-díj - 1993 óta Gdańsk díszpolgára és az ottani egyetem diszdoktora - 1994 ‑ A Bajor Szépművészeti Akadémia irodalmi nagydíja - 1994 ‑ Karel Čapek-díj - 1995 ‑ Hermann Kesten-érem | - 1996 ‑ Lübeck város Thomas Mann-díja - 1996 ‑ Samuel Bogumil Linde-díj - 1999 ‑ Irodalmi Nobel-díj - 1999 ‑ Prinz von Asturien-díj (szellemi tudományok és irodalom) - 2001 ‑ Viadrina-díj (Europa-Universität Frankfurt) - 2004 ‑ Hans Christian Andersen-díj - 2005 óta a Berlini Szabadegyetem díszdoktora - 2006 ‑ Nemzetközi Brücke-díj – - 2007 ‑ Ernst Toller-díj - 2009 ‑ Günter Grass Múzeum alapítása Gdańskban - róla nevezték el a 11496 Grass nevű kisbolygót |

## Művei

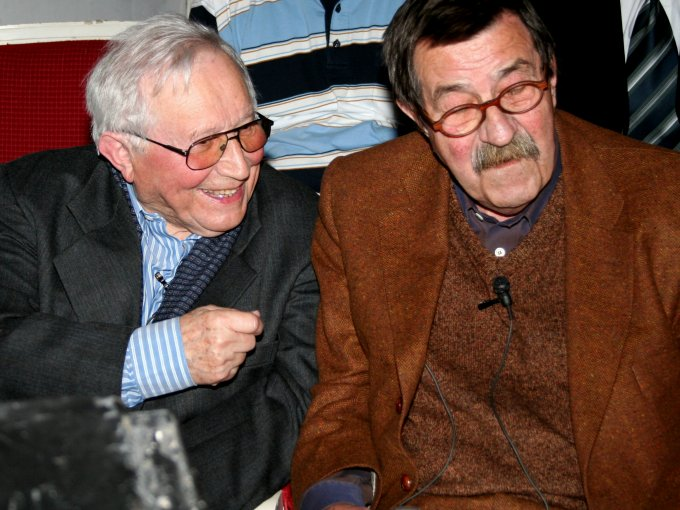
Günter Grass Tadeusz Różewicz társaságában, 2006

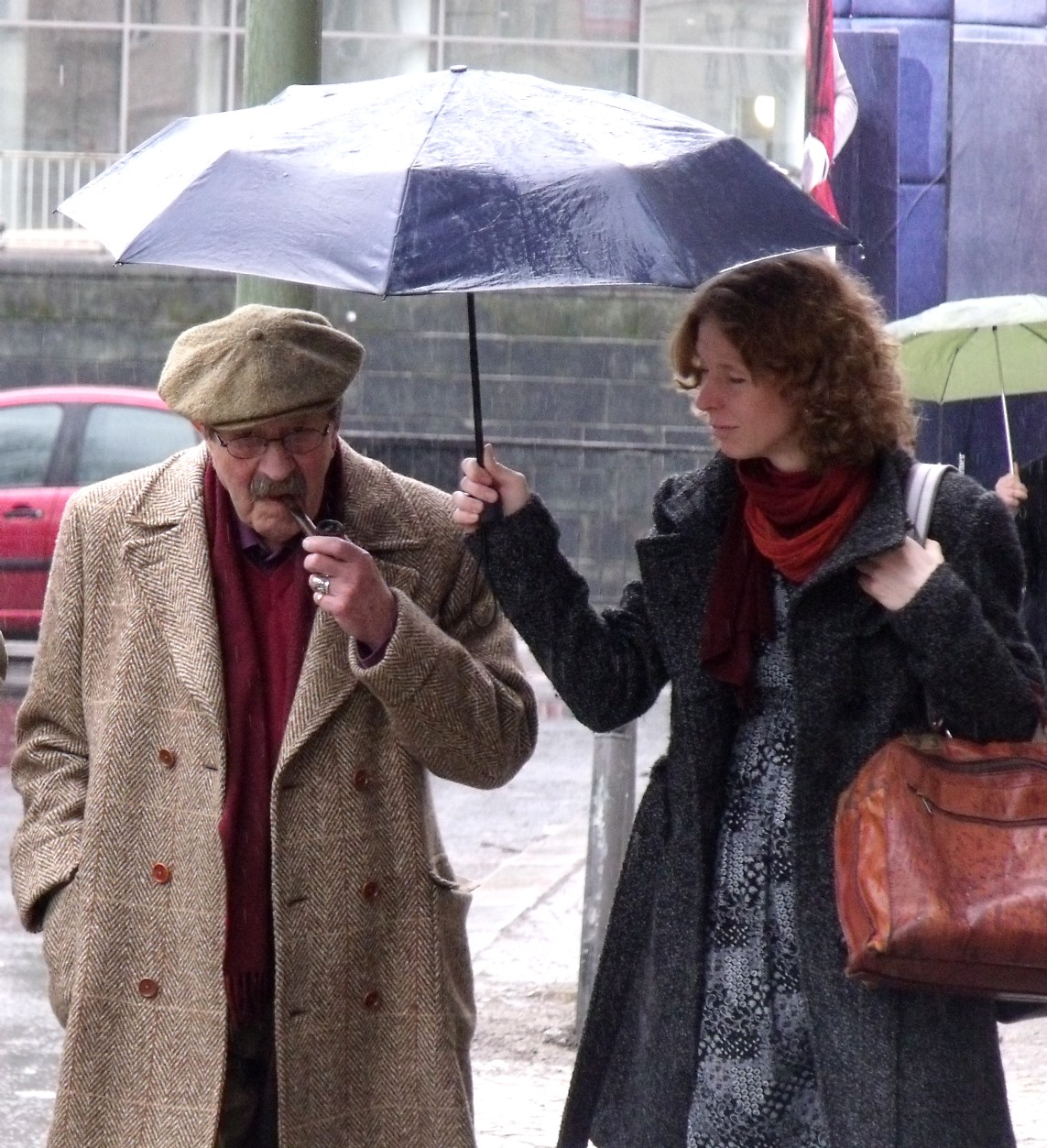
Grass 2010 márciusában

### Elbeszélő művek
- A danzigi trilógia:
  - 1959 – Die Blechtrommel – A bádogdob (fordította: Szíjgyártó László)
  - 1961 – Katz und Maus – Macska és egér (fordította: Sárközy Elga)
  - 1963 – Hundejahre – Kutyaévek (fordították: Magyar István, Schein Gábor)
- 1969 – Örtlich betäubt (regény)
- 1972 – Aus dem Tagebuch einer Schnecke – Egy csiga naplójából (regény)
- 1977 – Der Butt – A hal (fordította: Bor Ambrus, a versbetéteket fordította: Kalász Márton) (regény)
- 1979 – Das Treffen in Telgte – Vesztfál csevely (fordította: Márton László) (elbeszélés)
- 1980 – Kopfgeburten oder Die Deutschen sterben aus (elbeszélés)
- 1986 – Die Rättin – A patkánynő (fordította: Bor Ambrus) (regény)
- 1992 – Unkenrufe – Békaszó (fordította: Bor Ambrus) (elbeszélés)
- 1995 – Ein weites Feld (regény)
- 1999 – Mein Jahrhundert – Az én évszázadom (fordították: Liska Erzsébet, Szántó Judit, Szegzárdy-Csengery Klára) (regény)
- 2002 – Im Krebsgang – Ráklépésben (fordította: Magyar István) (novella)
- 2006 – Beim Häuten der Zwiebel – Hagymahántás közben (fordította: Győri László) (emlékezések)
- 2008 – Die Box. Dunkelkammergeschichten – A doboz. Történetek a sötétkamrából (fordította: Győri László) (regény)
- 2009 – Unterwegs von Deutschland nach Deutschland (napló)
- 2010 – Günter Grass im Visier. Die Stasi-Akte – Günter Grass megfigyelés alatt – A Stasi-akták
- 2010 – Grimms Wörter. Eine Liebeserklärung (regény)

### Drámák
- 1956 – Die bösen Köche. Ein Drama
- 1957 – Hochwasser. Ein Stück in zwei Akten
- 1958 – Onkel, Onkel. Ein Spiel in vier Akten
- 1959 – Noch zehn Minuten bis Buffalo – Még tíz perc Buffalóig (fordította: Sárközy Elga)
- 1959 – Zweiunddreißig Zähne
- 1966 – Die Plebejer proben den Aufstand. Ein deutsches Trauerspiel

### Líra
- 1956 – Die Vorzüge der Windhühner – versek, próza és rajzok
- 1960 – Gleisdreieck
- 1967 – Ausgefragt – Vallató (fordították: Boldog Balázs, Eörsi István, Hajnal Gábor, Kalász Márton, Kálnoky László, Keresztury Dezső, Lator László, Orbán Ottó, Petra-Szabó Gizella, Szabó János, Tandori Dezső, Tellér Gyula)
- 1971 – Gesammelte Gedichte
- 1974 – Liebe geprüft – versek, rajzok
- 1983 – Ach Butt, dein Märchen geht böse aus
- 1987 – Mit Sophie in die Pilze gegangen – versek, litográfiák
- 1993 – Novemberland. 13 Sonette
- 1999 – Gedichte und Kurzprosa
- 2003 – Letzte Tänze
- 2004 – Lyrische Beute
- 2007 – Dummer August – versek, litográfiák, rajzok

### Egyéb írásai
- 1968 – Briefe über die Grenze – párbeszéd Pavel Kohouttal
- 1968 – Über das Sel – bstverständliche. – Beszédek, tanulmányok, nyílt levelek, kommentárok
- 1970 – Die Vogelscheuchen – Ballett librettó
- 1974 – Der Bürger und seine Stimme. Beszédek, cikkek, kommentárok
- 1978 – Denkzettel – Politikai beszédek és cikkek 1965-1976
- 1984 – Widerstand lernen. – Politikai ellenbeszédek 1980–1983
- 1988 – Zunge zeigen – Napló rajzokban
- 1992 – Rede vom Verlust. Über den Niedergang der politischen Kultur im vereinigten Deutschland – Beszéd a veszteségről. Álmom Európáról (fordította: Mesterházi Miklós)
- 1993 – Ein Schnäppchen namens DDR. Letzte Reden vorm Glockengeleut
- 1997 – Rede über den Standort
- 1998 – Zeit, sich einzumischen. Die Kontroverse um Günter Grass und die Laudatio auf Yasar Kemal in der Paulskirche
- 1999 – Vom Abenteuer der Aufklärung – Beszélgetés Harro Zimmermannal
- 2003 – Günter Grass – Helen Wolff. Briefe 1959 – 1994 – levelek
- 2005 – Der Schatten: Hans Christian Andersens Märchen – gesehen von Günter Grass – Az árnyék. Hans Christian Andersen meséi – Günter Grass szemével (fordították: Kúnos László, Rab Zsuzsa) 108 litográfia Hans Christian Andersen meséihez
- 2007 – Uwe Johnson – Anna Grass – Günter Grass. Der Briefwechsel 1961–1984 – levelek

### Magyarul
- Macska és egér; ford. Sárközy Elga; Európa, Bp., 1968
- Vallató. Válogatott versek; ford. többen; Európa, Bp., 1969
- A bádogdob; ford. Szíjgyártó László; Magvető, Bp., 1973
- Vesztfál csevely; ford. Márton László, ill. Egyed László; Helikon, Bp., 1987
- A hal; ford. Bor Ambrus, Kalász Márton; Európa, Bp., 1988
- A Patkánynő; ford. Bor Ambrus; Magvető, Bp., 1988 (Világkönyvtár)
- Békaszó. Elbeszélés; ford. Bor Ambrus; Európa, Bp., 1993
- Beszéd a veszteségről. A politikai kultúra hanyatlásáról az egyesített Németországban / Álmom Európáról. Arról, miképp foszlatja szét szép látomásunkat a nemzeti korlátoltság; ford. Mesterházi Miklós; T-Twins Kiadó, Bp., 1994
- Az én évszázadom; ford. Szegzárdy-Csengery Klára, Szántó Judit, Liska Erzsébet; Európa, Bp., 1999
- Kutyaévek; ford. Schein Gábor, Magyar István; Európa, Bp., 2001
- Ráklépésben; ford. Magyar István; Európa, Bp., 2003
- Az árnyék. Hans Christian Andersen meséi – Günter Grass szemével; ford. Kúnos László, Rab Zsuzsa; Európa, Bp., 2005
- Hagymahántás közben; ford. Győri László; Európa, Bp., 2007
- A doboz. Történetek a sötétkamrából; ford. Győri László; Európa, Bp., 2009
- A végességről; ford. Kurdi Imre; Európa, Bp., 2016